# Corconne
 Corconne  es una población y comuna francesa, en la región de Languedoc-Rosellón, departamento de Gard, en el distrito de Le Vigan y cantón de Quissac. Se encuentra a orillas del río Vidourle.

## Demografía
| 290 | 263 | 239 | 307 | 386 | 482 |
| Para los censos de 1962 a 1999 la población legal corresponde a la población sin duplicidades (Fuente: INSEE [Consultar]) |     |     |     |     |     |